# REBOOT MYSELF Part.1
《REBOOT MYSELF Part. 1》은 대한민국의 음악인 신해철의 여섯 번째 솔로 정규 EP로, 그 중 첫 번째 파트에 해당한다. 2014년 6월 26일에 발매되었다.

## 앨범
2007년에 발매된 재즈 앨범 《The Songs For the One》이후 7년여만에 발매되는 작품이다. 신해철은 그간 약 140여곡을 작업해두었고, 그 중 장르적으로 유사한 곡이 수록됐다. 타이틀은 '나(신해철) 자신을 리부트 하는 것', '2집 《Myself》에서 고민했던 음악을 다시 연구하는 것' 이 두 가지 의미가 있다.
2014년 6월 17일에는 수록곡 중 〈A.D.D.a〉가 먼저 공개되었고, 6월 20일에는 신보 음악공연 겸 파티를 열고 넥스트의 새 라인업 및 신곡을 공개하는 자리를 가졌다. 공연이 끝난 뒤에는 팬들이 직접 타이틀곡을 선정하는 투표가 진행됐고, 〈단 하나의 약속〉이 선정되었다. 하지만 신해철이 2014년 10월 27일 세상을 떠남에 따라 이 작품은 그가 생전에 발표하고 활동한 마지막 앨범이 되었다.

### 곡 소개
1,000개 이상의 녹음 트랙에 신해철의 목소리만을 중복 녹음하고 직접 엔지니어링과 믹스를 한 〈A.D.D.a〉, 사회 풍자와 정치적 함의가 압축된 펑크 장르의 곡 〈Catch me if you can〉, 70년대의 소울, 디스코, R&B의 느낌을 구현하고 〈Catch me if you can〉과 마찬가지로 리허설 밴드의 연주-모션 샘플링-재녹음 등의 과정을 거쳤으며 N.EX.T의 베이시스트 제이드, 전 키보디스트 지현수, 노바소닉의 보컬 이현섭이 참여한 〈Princess Maker〉, 가사에서 전달되는 내용은 신해철의 아내에 대한 개인적 스토리로 들리지만 그의 어린 딸과 사회의 모든 사람들에게 외치고 싶었던, '어찌 되든 아프지만 마라'라는 핵심 메시지를 담은 〈단 하나의 약속〉까지 총 네 곡이 수록되어 있다. 수록곡 중 〈단 하나의 약속〉의 첫 제목은 'Eternal flame'이었으며, 파일의 저장 제목은 'happily ever after and after'였다. 그가 아내와 만남을 시작하던 시절에 처음 만들어져 꾸준히 손질을 한 끝에 발표되어 15년이라는 가장 긴 작업기간을 가진 곡이며, 노래의 끝 부분에는 1997년 발매된 넥스트의 싱글 〈Here, I Stand For You〉의 도입부 영어 나레이션이 등장한다.

## 수록곡
- 전체 작사·작곡·편곡: 신해철

| #            | 제목                               | 재생 시간 |
| ------------ | ---------------------------------- | --------- |
| 1.           | 〈A.D.D.a〉                        | 3:46      |
| 2.           | 〈Catch me if you can〉 (바퀴벌레) | 3:48      |
| 3.           | 〈Princess Maker〉                 | 4:41      |
| 4.           | 〈단 하나의 약속〉                 | 4:15      |
| 총 재생 시간 | 총 재생 시간                       | 16:30     |

## 참여
이 목록은 해당 앨범의 부클릿에서 발췌하였다.
| - 신해철 - 프로듀서, 녹음, 믹싱, 프로그래밍, 보컬, 아카펠라(1), 전기 기타/어쿠스틱 기타(2~4), 베이스 기타(2, 4), 피아노(2), 건반 악기&신시사이저(2, 3), 보코더(2, 3), 드럼&타악기(2~4), 오케스트라(2~4) 세션 - 이현섭 - 백 보컬(2~4) - 제이드 - 베이스(3, 4) - 지현수 - 건반 악기(3, 4) 리허설 밴드 - 지현수, 홍성민 - 건반 악기 - 김단, shinji - 드럼 - 제이드 - 베이스 - 데빈 - 기타/베이스 - 김세황 - 기타 | 스탭 - 정기송(N.EX.T) - 공동 프로듀서 - 조지연, 노종헌, 한 로빈(Robin) - 보조 프로듀서 - 성지훈(JFS 마스터링) - 마스터링 - 로빈 킴 - 사진 - Dame Guitar - 스폰서 - 고경민, Davin, 미란 - PR - 이용휘 - 디자인 - 양승선(KCM 엔터테인먼트), 이철민(Human 엔터테인먼트) - 이그제큐티브 프로듀서 |